# Pistolet Colt Delta Elite
Colt Delta Elite – amerykański pistolet samopowtarzalny, zmodyfikowana wersja pistoletu Colt M1911, przystosowana do zasilania amunicją 10 mm Auto.

## Historia
W 1983 roku kalifornijska firma Dornaus & Dixon opracowała pistolet Bren Ten. Strzelał on nową amunicją 10 mm Auto, produkowaną na zamówienie firmy Dornaus & Dixon przez szwedzką firmę Norma AB.
Nowy nabój miał łączyć zalety naboi 9 mm Parabellum i .45 ACP. Dzięki większemu kalibrowi i energii pocisku miał mieć zdolność obalającą wyższą od pocisków 9 mm, natomiast mniejsza średnica niż naboi .45 ACP umożliwiała skonstruowanie magazynków o dużej pojemności.
Produkcję pistoletu Bren Ten zakończono, a firma Dornaus & Dixon zbankrutowała. Na rynku znalazły się jednak na tyle duże ilości amunicji 10 mm Auto że w drugiej połowie lat 80. Colt zdecydował się rozpocząć produkcję wersji pistoletu Colt M1911 kalibru 10 mm.
Produkcję nowego pistoletu rozpoczęto w 1987 roku. Charakterystyczną cechą nowego pistoletu był medalion z czerwonym trójkątem umieszczony na chwycie pistoletowym (większość modeli Colta ma na medalionie symbol tej firmy, stojące na tylnych nogach źrebię).
W następnych latach Colt Delta Elite był produkowany w małych liczbach, broń nie odniosła sukcesu rynkowego a produkcję zakończono w 1998 roku.

## Wersje
- Delta Elite – wersja podstawowa (oksydowana). Produkowana w latach 1987-1997.
- Delta Elite Stainless – wersja wykonana ze stali nierdzewnej. Produkowana w latach 1987-1997.
- Delta Elite Gold Cup Stainless – wersja sportowa wykonana ze stali nierdzewnej. Oparta na sportowej wersji pistoletu Colt Government pistolecie Colt Gold Cup. Była wykonana ze stali nierdzewnej. Pistolety w tej wersji posiadały nastawne celowniki firmy Accro. Wersja produkowana w latach 1992-1998.

## Opis techniczny
Colt Delta Elite jest bronią samopowtarzalną. Zasada działania oparta na krótkim odrzucie lufy, zamek ryglowany przez przekoszenie lufy. Połączenie lufy z zamkiem w położeniu zaryglowanym zapewniają dwa występy ryglowe wchodzące w wyżłobienia w zamku. Odryglowanie zapewniał ruchomy łącznik. Podwójna sprężyna powrotna (wewnątrz standardowej sprężyny powrotnej pistoletu M1911 umieszczono drugą, krótszą o mniejszej średnicy) umieszczona pod lufą.
Mechanizm spustowy bez samonapinania z kurkowym mechanizmem uderzeniowym. Skrzydełko bezpiecznika znajduje się na szkielecie po lewej stronie.
Colt Delta Elite zasilany jest z wymiennego, jednorzędowego magazynka pudełkowego o pojemności 8 (pierwsze serie) lub 7 naboi, umieszczonego w chwycie. Zatrzask magazynka po lewej stronie chwytu pistoletowego.
Lufa gwintowana. Skok gwintu wynosił 406 mm.
Przyrządy celownicze stałe (muszka i szczerbinka).